# Hans Kinkeldey

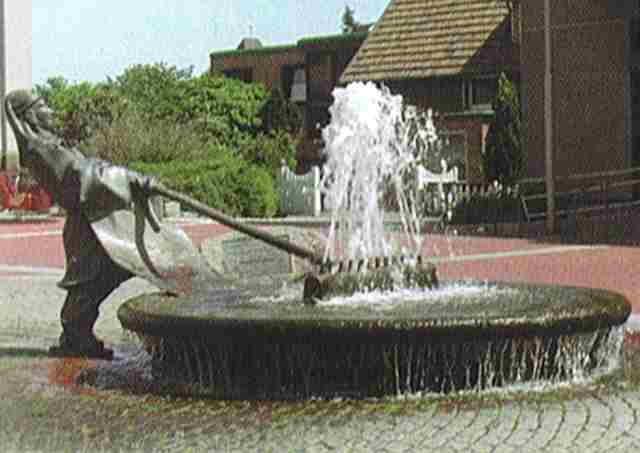
Kinkeldey-Brunnen in Rodenberg

Hans Kinkeldey war ein Braumeister, der um das Jahr 1500 in Rodenberg lebte. Dank seiner Braukunst kamen die Rodenberger Bürger zu einigem Wohlstand. Das von ihm gebraute Bier wurde weit über die Schaumburger Grenzen hinaus bekannt. Seine drei bekanntesten Produkte trugen die Namen „Kinkeldeybier“, „Bockbier“ und „Weiberbier“.
Kinkeldey hatte zusammen mit seiner Frau Anna zwei Kinder. Mit dem Wohlstand, zu dem seine Tätigkeit als Braumeister ihm verholfen hatte, setzte er sich auch für wohltätige Zwecke ein. So tritt er mit großzügigen Spenden mehrfach in den Aufzeichnungen der Rodenberger katholischen Kirche auf. Zum Andenken an Kinkeldey steht auf dem Marktplatz in Rodenberg der „Kinkeldey-Brunnen“, geplant und umgesetzt von Rainer Hobigk.